# Клён полевой
Клён полево́й, или Клён равни́нный, или Не́клен, или Па́клен, или Подкленок, или Чернокленина (лат. Ácer campéstre) — вид деревьев рода Клён семейства Сапиндовые (Sapindaceae).

## Ботаническое описание
Листопадное дерево высотой до 15 м (на Кавказе до 25 м) с густой шаровидной кроной (редко — кустарник).
Корневая  система  поверхностная,  корни  шнуровидные,  гладкие,  темно-бурые,  идут  в  стороны  на  3—5  м,  с  хорошо  сформированной  грозде-  и  кистевидной  мочкой.  Основная  масса  корней расположена в  верхнем  слое  почвы 0—35  см.  Корни  легко  срастаются  друг  с  другом.  Свободно  размещаются  в  ризосфере  ясеня  зеленого,  клёна остролистного,  клёна  ясенелистного,  акации  желтой.
Ствол прямой или слегка изогнутый, до 60 см в диаметре, покрытый тонкой, буровато-серой корой с продольными трещинками. Молодые побеги желтовато-бурые, тонкие, иногда крылатые от пробковых наростов.
Почки яйцевидные, до 5 мм длины, с 6—9 оливково-бурыми чешуями, белореснитчатые по краям.
Листья супротивные, обычно пятилопастные, редко трёхпальчатолопастные, плотные, сидят на черешке длиной 5—13 см. Лопасти тупые, цельнокрайные или с немногими притупленными зубцами. Размеры листовой пластины: 4—17 см в длину и 4,5—10 см в ширину. Верхняя сторона листа тёмно-зелёная или светло-зелёная, слегка блестящая, а нижняя более светлая, светло-зелёная, мелкоопушённая или только с бородками в углах жилок. Осенью (в октябре) листья приобретают золотисто-жёлтую окраску.
Соцветия — конечные 15—20-цветковые прямостоячие щитковидные метёлки около 3,5 см в диаметре, с оттопыренно-волосистыми осью и цветоножками.
Цветки жёлто-зелёные, с массивным нектарным диском, распускаются почти одновременно с развёртыванием листьев, ложнообоеполые — пестичные и тычиночные на одном растении. Цветоножки коротко-мохнатые. Чашелистики продолговато-эллиптические, снаружи и по краям волосистые. Лепестки более узкие, лопатчатые, по краю волосистые. Тычинок 8, в тычиночных цветках они длиннее, в пестичных равны околоцветнику, нити тычинок голые. Завязь голая или пушистая.
В условиях Ростовской области сумма эффективных температур для начала цветения 153,1±3,1 °С, а для окончание цветения 285,0±3,4 °С.
Плод — крылатка 2—3,5 см длины и около 1 см ширины, с горизонтально распростёртыми крыльями, иногда серповидно изогнутая.
Масса 1000 семян 47—80 г.
Цветёт в течение 10—15 дней в апреле-мае после распускания листьев; плодоносит в сентябре-октябре.
Размножается семенами, даёт пнёвую поросль, а от повреждённых корней — корневые отпрыски.
|                                              |  |  |
| Слева направо: Лист. Цветки. Плоды-крылатки. |  |  |

## Распространение
Распространён в Европе, на Кавказе, в Малой Азии и Иране. В России встречается в чернозёмной полосе европейской части, севернее — только в культуре.
Северная граница ареала проходит в Англии — южнее Шотландии, далее через южную оконечность Скандинавского полуострова в Швеции к устью Эльбы, затем резко поворачивает на юго-запад, проходит через Волынскую область, Житомир, севернее Киева поднимается через Орёл вдоль реки Оки к Туле, южнее Рязани проходит к Тамбову (в более северных областях — только в культуре); не доходя Пензы и Саратова, восточная граница идёт к Дону и далее по Крыму и Кавказу.

## Экология
Растет в средней полосе Европейской России и сопредельных странах во втором ярусе и по опушкам широколиственных лесов, в степной зоне — в байрачных и долинных лесах, в Крыму и на Кавказе в дубовых лесах, а также по долинам рек, где достигает наибольших размеров; в горы поднимается до 1800 м абсолютной высоты.
Клён полевой не менее теневынослив, чем клён остролистный. Его поросль, самосев и деревья в сомкнутых дубовых насаждениях, с полнотой 0,9 от недостатка освещения не погибают и растут нормально. В первые десятилетия является довольно быстрорастущей породой, в условиях плато на обыкновенных черноземах по росту в высоту за этот промежуток времени не только не уступает клёну остролистному, но нередко превосходит его.
Относительно засухоустойчив; выдерживает небольшое засоление почвы. Требователен к плодородию почв. Застойного увлажнения не выдерживает. Более теплолюбив и засухоустойчив, чем клён остролистный. Зона зимостойкости USDA (4)5.
Хорошо переносит условия города, долговечен.

## Болезни и вредители

### Патогенные грибы
- Taphrina acericola вызывает образование «ведьминых мётел», пятнистость и сморщивание листьев. Taphrina acerina  вызывает пятнистость листьев, «ведьмины мётлы» при заражении этим видом образуются редко[9].

## Классификация

### Таксономия[10]
Acer campestre L.,  Species Plantarum. 1753.
Вид Клён полевой относится к роду Клён (Acer) семейства Сапиндовые (Sapindaceae) порядка Сапиндоцветные (Sapindales). Кладограмма в соответствии с Системой APG IV по состоянию на июнь 2023 года:
|  |                                      |  |                                   |                                   |                      |  | ещё 8 семейств | ещё 8 семейств     |                               |  |  |  | ещё 4 рода    | ещё 4 рода   |  |  |
|  |                                      |  |                                   |                                   |                      |  | ещё 8 семейств | ещё 8 семейств     |                               |  |  |  | ещё 4 рода    | ещё 4 рода   |  |  |
|  |                                      |  |                                   | порядок Сапиндоцветные            |                      |  |                |                    | Подсемейство Конскокаштановые |  |  |  |               | Клён полевой |  |  |
|  |                                      |  |                                   | порядок Сапиндоцветные            |                      |  |                |                    | Подсемейство Конскокаштановые |  |  |  |               | Клён полевой |  |  |
|  | отдел Цветковые, или Покрытосеменные |  |                                   |                                   | семейство Сапиндовые |  |                |                    | род Клен                      |  |  |  |               |              |  |  |
|  | отдел Цветковые, или Покрытосеменные |  |                                   |                                   |                      |  |                |                    |                               |  |  |  |               |              |  |  |
|  |                                      |  | ещё 63 порядка цветковых растений | ещё 63 порядка цветковых растений |                      |  |                | еще 3 подсемейства | еще 3 подсемейства            |  |  |  | еще 168 видов |              |  |  |
|  |                                      |  |                                   | ещё 63 порядка цветковых растений |                      |  |                |                    | еще 3 подсемейства            |  |  |  |               |              |  |  |

### Внутривидовые таксоны
- Acer campestre subsp. leiocarpum (Opiz) Schwer.
- Acer campestre subsp. marsicum (Guss.) Hayek

## Значение и применение
Листья поедаются пятнистыми оленями, пригодны в корм скоту, особенно для коз.
С древних времён известен в культуре. Широко используется в ландшафтной архитектуре для одиночных и групповых посадок, живых изгородей, так как хорошо переносит стрижку. Легко переносит пересадку.
Может быть использован для выращивания бонсай.
Клён полевой в Эмилии (Италия) вместе с вязом используют для поддержки виноградных шпалер. В итальянских деревнях из него делали сельскохозяйственный инвентарь и кухонную утварь.
В Санкт-Петербурге есть столетние деревья до 16—17 м высоты, ежегодно плодоносящие; на восток от Волги известен в культуре в Уральске, плодоносит.
Древесина употребляется для поделок и используется в мебельном производстве; она хорошо полируется и довольно декоративна, хотя и не имеет отчётливой текстуры. Источник дров и древесного угля высокого качества.
Первоклассный медонос, даёт до 1000 кг нектара с гектара чистых насаждений. В годы с теплой весной выделение нектара бывает настолько обильным, что пчёлы сильных семей заливают мёдом не только магазинные надставки, но и гнездовые соты, приостанавливая тем самым откладку яиц маткой. Поэтому желательно, чтобы каждый пчеловод посадил и вырастил рядом со своей пасекой хотя бы 10—20 кленов этого вида.

### Садовые декоративные формы и культивары
Имеет много форм, различающихся между собой по окраске, форме кроны и листьев и особенностям роста:
- сорт 'Acuminatilobum'
- сорт 'Albovariegatum' — листья с большими белыми мазками, осенью — жёлтые.
- сорт 'Austriacum'
- сорт 'Carnival' — листья с широкой белой каймой, при распускании розовой, обгорают на солнце. Создан A. ван Нийнаттеном в Голландии.
- сорт 'Compactum' (или 'Nanum') — с круглой формой кроны; высота — до 2,5 метров; осенняя окраска листьев — сливочно-жёлтая.
- сорт 'Elsrijk' — особо аккуратный мелколистный сорт.
- сорт 'Evenly Red' — Отобран Тимом Уайтли в Нортхэмптоншире, Англия; выделяется богатой красной осенней окраской листьев.
- сорт 'Green Weeping' — плакучая форма; высота — до 3 метров.
- сорт 'Microphyllum' — листья меньше по размерам, чем основная форма; высота — до 3 метров.
- сорт 'Postelense' — молодые листья золотисто-жёлтые, потом зеленеют, осенью снова желтеют.
- сорт 'Pulverulentum' — листья с густым белым крапом, молодые листочки почти полностью кремовые. Издали растение выглядит зеленовато-жёлтым. Листья обгорают на солнце. Окружность куста обычно больше его высоты.
- сорт 'Queen Elizabeth' (или 'Evelyn') — быстрорастущее дерево с узкопирамидальной кроной; листья больше, чем у основной формы.
- сорт 'Red Shine' — листья коричневато-зелёные.
- сорт 'Royal Ruby' — кустарник до 4,5 метров высотой; особенно привлекателен весной, когда его листва пурпурно-красная.
- сорт 'Schwerinii' — молодая листва пурпурная, позже становится зелёной.
- сорт 'Silver Celebration' — отличается более узкой белой каймой.

## В художественной литературе
Неклен упоминается в стихотворении Константина Случевского «С клёнами неклен взрастает...» из цикла «Черноземная полоса».